# Kostelecké Horky
Kostelecké Horky är en ort i Tjeckien. Den ligger i den centrala delen av landet, 130 km öster om huvudstaden Prag. Kostelecké Horky ligger 328 meter över havet och antalet invånare är 147.